# Cinoxacin
Cinoxacin ist ein Arzneistoff aus der Gruppe der Chinolon-Antibiotika. Es wurde erstmals 1970 von Lilly patentiert und zur Behandlung von Harnwegsinfektionen verwendet. In Deutschland ist die Substanz jedoch schon länger nicht mehr zugelassen.

## Eigenschaften
Cinoxacin liegt in hellbrauner Kristallform vor. Es ist in den meisten polaren organischen Lösungsmitteln löslich. Es hat eine höhere Heilungsrate als die Nalidixinsäure und muss nur zweimal täglich eingenommen werden. Aufgrund der schweren Nebenwirkungen, die die Einnahme von Cinoxacin verursacht, wurde das Medikament seit April 2019 vom Bundesinstitut für Arzneimittel und Medizinprodukte (BfArM) in Europa vom Markt genommen.

## Synthese
Die Synthese von Cinoxacin ist in der Literatur zusammenfassend beschrieben.